# Osterlands voetbalkampioenschap 1930/31
In 1930/31 werd het achtste Osterlands voetbalkampioenschap gespeeld, dat georganiseerd werd door de Midden-Duitse voetbalbond. FC Thüringen Weida werd kampioen en plaatste zich voor de Midden-Duitse eindronde. 
De club versloeg VfL 07 Neustadt en Sportfreunde Leipzig en verloor dan van 1. Jenaer SV 03

## Gauliga
| Plaats | Club                     | Wed. | W  | G | V  | Saldo | Ptn.  |
| ------ | ------------------------ | ---- | -- | - | -- | ----- | ----- |
| 1.     | FC Thüringen Weida       | 18   | 14 | 0 | 4  | 65:32 | 28:8  |
| 2.     | 1. FC Greiz              | 18   | 11 | 0 | 7  | 45:46 | 22:14 |
| 3.     | FC Wacker 1910 Gera      | 18   | 10 | 1 | 7  | 72:38 | 21:5  |
| 4.     | SpVgg 04 Gera            | 18   | 8  | 2 | 8  | 54:44 | 18:18 |
| 5.     | SpVgg 1914 Neustadt/Orla | 17   | 7  | 3 | 7  | 53:50 | 17:17 |
| 6.     | VfB Pößneck              | 18   | 8  | 1 | 9  | 49:50 | 17:19 |
| 7.     | FC Concordia Gera-Reuß   | 18   | 7  | 3 | 8  | 38:50 | 17:19 |
| 8.     | VfB Ronneburg            | 18   | 5  | 3 | 10 | 46:65 | 13:23 |
| 9.     | SV Schmölln 1913         | 18   | 5  | 3 | 10 | 32:60 | 13:23 |
| 10.    | PSV Gera                 | 17   | 4  | 4 | 9  | 30:49 | 12:22 |

|  | Kampioen, geplaatst voor Midden-Duitse eindronde |
|  | Degradatie                                       |